# Variometer

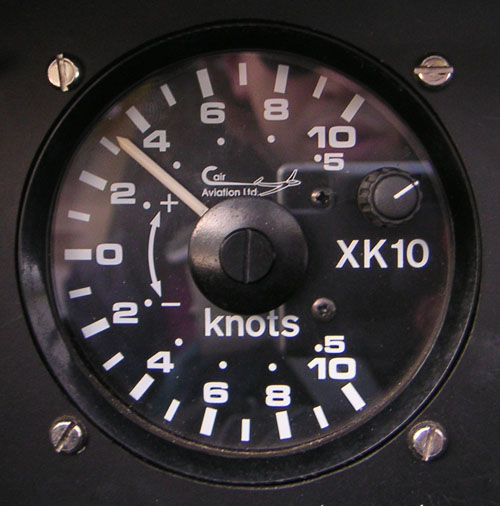
Einfaches Variometer aus dem Sportbereich (Modell XK10 Club variometer des Herstellers Cair Aviation)

Ein Variometer oder Steigmesser – Kurzwort Vario, (englisch vertical velocity indicator (VVI), auch vertical speed indicator (VSI)) zeigt die Vertikalgeschwindigkeit eines Luftfahrzeuges an. Die Steig- und Sinkraten werden entweder in Fuß pro Minute ((1 ft/min = 0.00508 m/s)) (im geregelten Luftverkehr nach ICAO-Regeln), Knoten (1 kn ≈ 0.514 m/s) oder in Metern pro Sekunde (m/s) (beim Segelfliegen, Hängegleiten, Gleitschirmfliegen und Ballonfahren, bzw. im Luftverkehr einiger Nachfolgestaaten der Sowjetunion) angezeigt. Das Messgerät wertet die Änderungsgeschwindigkeit des von der Höhe abhängigen Luftdrucks aus.

## Funktion
In der Atmosphäre der Erde ändert sich der Luftdruck in Abhängigkeit mit der Meereshöhe. Dieser Zusammenhang wird durch die barometrische Höhenformel beschrieben. Wenn ein Flugzeug steigt oder sinkt, ändert sich der Druck der umgebenden Luft. Die Änderungsgeschwindigkeit wird von einem Variometer gemessen und angezeigt. Mathematisch gesehen differenziert das Variometer die Höhe nach der Zeit, indem es den Druckwert differenziert. Das wird zum Beispiel mechanisch erreicht, indem eine Druckmessdose für den Außendruck in einem Gehäuse arbeitet, welches mittels einer kleinen Öffnung (Drossel) einen verzögerten Druckausgleich zum Außendruck erfährt.

## Mechanische Variometer

Dosenvariometer:
1. isoliertes Ausgleichsgefäß
2. Bereich mit statischem Außendruck
3. Außendruckanschluss mit Kapillare
4. Anschluss für statischen Außendruck
5. Membrane
6. Getriebe für Zeiger

Mechanische Variometer gehören zur Grundausstattung von Flugzeugen. Dies sind zuverlässige und robuste Geräte, die auch ohne Strom sicher funktionieren. Bei mechanischen Variometern wirkt der Luftdruck (statischer Druck) auf der einen Seite der Mechanik ein. Die Veränderung des Drucks wird dadurch gemessen, dass auf der anderen Seite ein „Ausgleichsgefäß“ angeschlossen wird.
Das Ausgleichsgefäß 1 dient der Vergrößerung des umschlossenen Luftvolumens und ist wärmeisoliert, um Störungen der Anzeige durch Temperatureinflüsse auszuschalten. Der Druck in diesem Gefäß und der damit verbundenen Kammer des Variometers wird über eine Kapillare mit Verzögerung an den statischen Außen-Druck angeglichen, während der Druck des Volumens 2 über der Membran ohne Verzögerung dem statischen Außendruck folgt (pneumatisches Differenzieren). Im Horizontalflug bei konstantem Außendruck ist der Druck auf beiden Seiten der Membran gleich, die Anzeige ist in der Neutralstellung (auf Null). Bei Steigflug stellt sich unterhalb der Membran ein höherer Druck als über der Membran ein: Der Überdruck im Ausgleichsgefäß (gegenüber dem fallenden Außendruck) wird über die Kapillare nur verzögert durch Abströmen von Luft nach außen abgebaut, während die Kammer 2 im Variometer ohne Verzögerung dem Außendruck folgt. Die Druckdifferenz verformt die Membran nach oben, was über das Getriebe eine „Steigt“-Anzeige ({\displaystyle +}) bewirkt.
Im Sinkflug herrscht im Ausgleichsgefäß wegen des verzögerten Druckausgleichs über die Kapillare ein Unterdruck gegenüber der Kammer oberhalb der Membran, was zu einer „Sinkt“-Anzeige ({\displaystyle -}) führt.
Die Luftdruckänderung, und damit der Unterschied zwischen dem statischen Druck und dem Druck im Ausgleichsgefäß, ist ein Maß für die Vertikalgeschwindigkeit.
Verbreitete Bauweisen sind das im Schema abgebildete Dosenvariometer (Membrandose) als robustes, aber träges Instrument mit großem Messbereich (bis ±10 m/s und mehr) und das Stauscheibenvariometer als schnelles Messgerät für geringe Steig- und Sinkraten.

## Elektronische Variometer

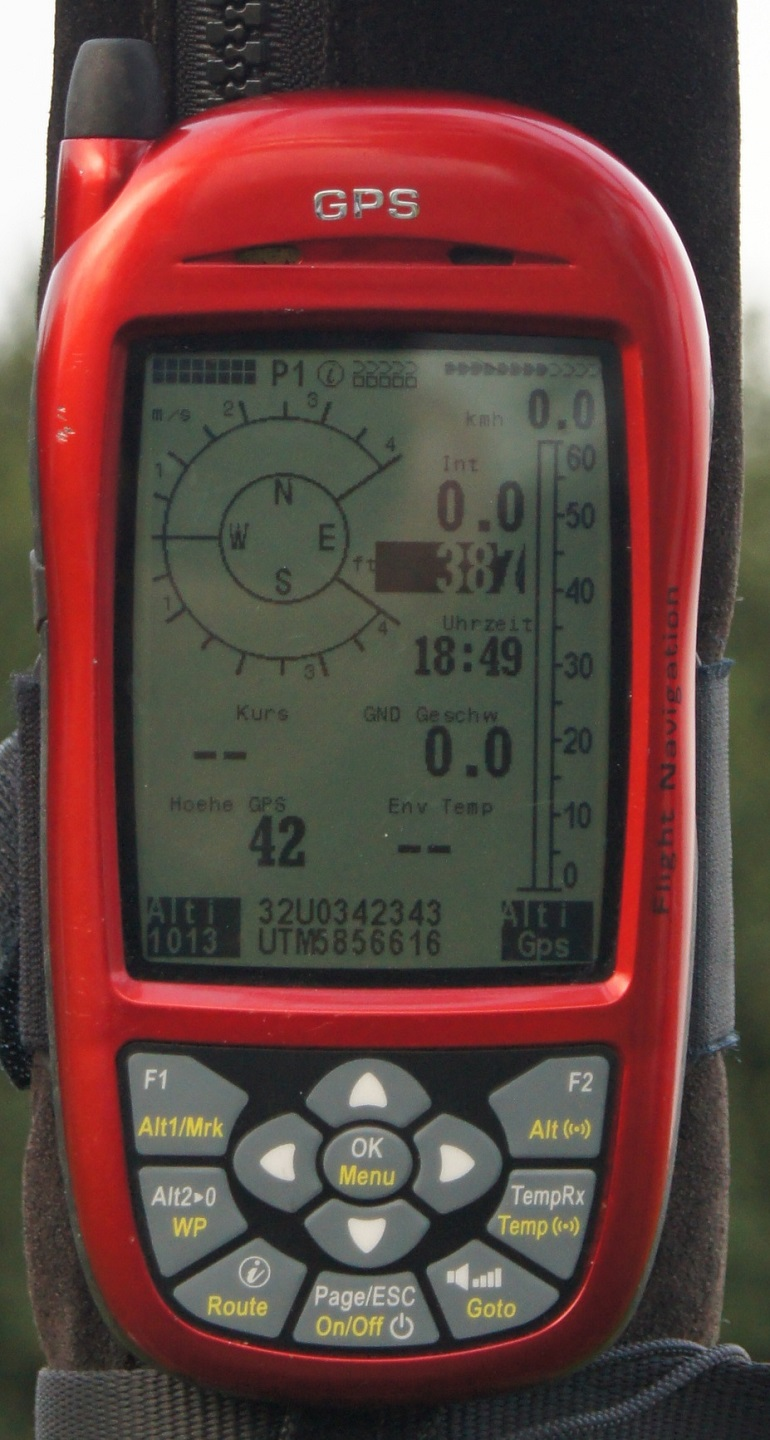
Elektronisches Balloninstrument mit GPS für Heißluftballone, Variometeranzeige: links oben

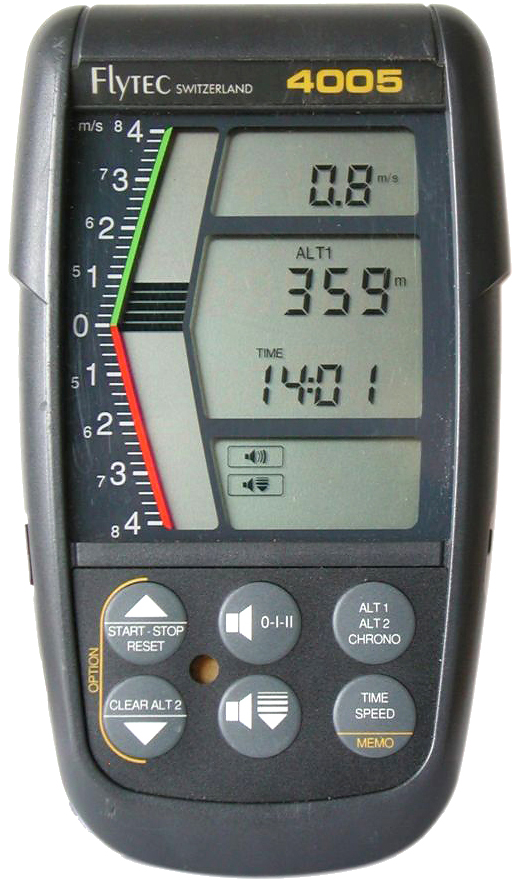
Einfaches elektronisches Variometer zum Gleitschirmfliegen und Hängegleiten

Bei elektronischen Variometern gibt es solche, die vom Prinzip her ähnlich wie die mechanischen Variometer arbeiten. Auch hier wird mittels Ausgleichsgefäß über eine Kapillare die Druckveränderung, die relativ zur Vertikalgeschwindigkeit ist, gemessen. Die Messung erfolgt über Menge und Geschwindigkeit der ausgleichenden Luftströmung mittels elektronischer Bauteile (z. B. beheizter Temperatursensoren). Bei den ersten elektronischen Variometern der 1970er Jahre gab es noch keine Alternativen zu diesem Verfahren.
Bei modernen Variometern wird der Luftdruck mittels Drucksensors gemessen (elektronischer Höhenmesser) und das Signal entweder analog oder digital differenziert. Dieses Verfahren erfordert eine qualitativ hochwertige Sensorik und Auswerteelektronik. Das Messsignal wird mit Hilfe von Zeigern, mit einem LCD und/oder auch akustisch angezeigt.
Moderne Instrumente für Heißluftballone arbeiten nach dem gleichen Verfahren. Neben der Vertikalgeschwindigkeit wird die Höhe angezeigt, per Funk wird die Temperatur der Hülle übertragen und angezeigt. Fortgeschrittene Instrumente haben GPS und zeigen den Kurs, die Geschwindigkeit über Grund und die Koordinaten der Position an.

## Fahrtkompensation
Bei Motorflugzeugen wird das Variometer benutzt, um eine bestimmte (oft von der Flugsicherung vorgegebene) Steig- oder Sinkgeschwindigkeit einzuhalten. Im Reiseflug dient es zudem als sehr schnelle Anzeige, ob die Flughöhe konstant gehalten wird.
Im Segelflug erfüllt das Variometer eine völlig andere Funktion: Hier ist es das zentrale Hilfsmittel, um Aufwinde aufzuspüren und effizient auszunutzen bzw. um unerwünschte Abwinde anzuzeigen, so dass sie schnell durchflogen werden können. Ein Segelflieger interessiert sich also für die vertikalen Bewegungen der Umgebungsluft, exakte Steig- oder Sinkraten im Sinne des Motorflugs interessieren ihn nicht.
Ein unkompensiertes Variometer zeigt einfach die vertikale Geschwindigkeit des Luftfahrzeuges an. Wenn ein Segelflugzeug nun aber seine Geschwindigkeit ändert, gewinnt oder verliert es auch an Höhe. Segelflugzeuge mit ihrem verhältnismäßig geringen Strömungswiderstand können Fahrt in Höhe und umgekehrt mit geringem Energieverlust umwandeln. Abhängig von der umgebenden vertikalen Luftbewegung ändert ein Segelflugzeug ständig die Geschwindigkeit (langsam in steigender und schnell im sinkender Luftmasse, um das Sinken zu minimieren; vgl. Sollfahrttheorie). Dies wiederum führt zu einer permanenten Umwandlung von Lage- zu Bewegungsenergie und umgekehrt.
Somit wird mit einem herkömmlichen Variometer gleichsam Steigen oder Sinken angezeigt, die sogenannte „Knüppelthermik“. Dieses Anzeigeverhalten ist unerwünscht, da der Segelflieger nur die vertikale Luftbewegung angezeigt bekommen möchte, (also die Totalenergie des Segelflugzeugs, Summe aus kinetischer und potentieller Energie). Höhenänderungen durch Fahrtänderung sollen vom Variometer kompensiert werden. Der Variometertyp nennt sich „TEK-Vario“ (TotalEnergieKompensiert). Auch TEVAR =Totalenergievariometer.
Dies wird durch spezielle Druckabnahmedüsen erreicht („Kompensationsdüsen“). Diese Düsen messen einen „Düsendruck“, der genau so groß ist wie die Differenz von statischem Druck und Staudruck:
Statischer Druck: {\displaystyle p_{\text{statisch}}}
Staudruck: {\displaystyle p_{\text{stau}}}
Düsendruck: {\displaystyle p_{\mathrm {D{\ddot {u}}se} }=p_{\text{statisch}}-p_{\text{stau}}}
Um an der Messsonde der Kompensationsdüse den gewünschten Wert zu messen, muss also immer ein Unterdruck vorherrschen, der genau so groß ist wie der Staudruck. Der Druckbeiwert an dieser Stelle ist also möglichst {\displaystyle c_{p}=-1}. Um diesen Sog zu messen, gibt es die verschiedensten Düsen-Formen, die während des Flugs mehr oder weniger gut funktionieren. Die gebräuchlichste ist ein fast senkrecht nach oben stehendes Röhrchen (Winkel zu Strömungsrichtung etwa 70°) mit 8 mm Durchmesser und mehreren Schlitzen auf der Rückseite.
Mechanische Variometer werden in Segelflugzeugen also nicht an die statische Druckabnahme, sondern an den Kompensationsdruck angeschlossen. Elektronische Variometer können entweder über eine Düse oder aber auch elektronisch kompensiert werden. Bei der elektronischen Kompensation wird neben der Druckänderung auch die Fahrt gemessen und die Druckänderung rechnerisch korrigiert, dafür ist jedoch wie bei der analogen Variante eine exakte Statikdruckabnahme erforderlich. Diese elektronische Fahrtkompensation ist meist (noch) etwas unpräziser als die pneumatische Variante.